# 1019

## Събития
- На трона на Киевска Рус се възкачва княз Ярослав I Мъдри.

## Починали
- Святополк I, велик княз на Киевска Рус